# テレコム・サウンズ
株式会社テレコム・サウンズは、TBSグループに属し、TBSラジオのラジオ番組を中心に制作していたラジオ番組制作プロダクション。同じくTBS系ラジオ番組を多く制作しているラジオ制作会社「株式会社ティーエーシー（TAC）」よりも、バラエティ番組寄りの傾向があった。
2012年10月1日付でティーエーシーと合併し、「TBSプロネックス」となった。

## 略史
- 1969年、TBS、三井物産の出資を受け、株式会社トミー音芸制作工業（トミー音芸）としてスタート。当初は8トラックミュージックテープ制作の会社だった。
- 1975年2月10日、トミー音芸を廃止して、株式会社トミー制作がスタート。1983年に株式会社テレコム・サウンズと社名を改称する。
- 1998年10月に音響制作会社、株式会社ファブリックより取締役、社員ら12人が移籍入社する。
- 2012年10月1日、ティーエーシーと合併し、「TBSプロネックス」となる。

## 担当番組

### 2012年9月時点
TBSラジオ
- 生島ヒロシのおはよう定食&一直線
- 小沢昭一の小沢昭一的こころ
- 竹中直人〜月夜の蟹〜
- JUNK（月曜～木曜）
- サタデー大人天国! 宮川賢のパカパカ行進曲!!
- ライムスター宇多丸のウィークエンド・シャッフル
- 岡村仁美 プレシャスサンデー
  - こども音楽コンクール
- 安住紳一郎の日曜天国
- 爆笑問題の日曜サンデー

など。TBSラジオ番組一覧も参照
NACK5
- 神田うの BEAUTY BRUNCH

### 放送を終了した番組

#### ラジオ
TBSラジオ
- 小島慶子 キラ☆キラ
- ストリーム
- 夜な夜なニュースいぢり X-Radio バツラジ
- 唐沢俊一のポケット
- 優香 明日へSwitch!
- 村上萌のCutie Party

など
NACK5
- ABBY.

#### テレビ
テレビ東京
- コンピュートないと

## 所属スタッフ

### プロデューサー、ディレクター
- 松島淳（制作部長）
- 田中幸弘（制作部次長）
- 今村芳文（制作部次長）
- 小塙治男
- 植木和代
- 宮嵜守史

### アシスタント・ディレクター
- 広重崇

### ミキサー
- 岡部勉

## 出身のスタッフ
- 池田卓生
- 上林史明
- 小田喜洋介（2007年3月31日付で退社）